# 卡緬卡-第聶伯羅夫斯卡區
47°24′39″N 34°32′58″E / 47.41083°N 34.54944°E

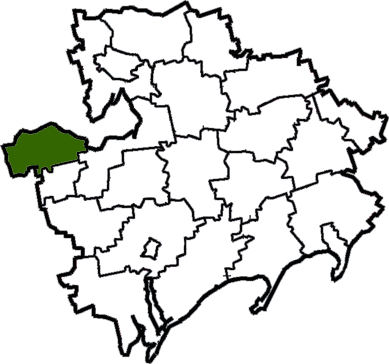
撤销前卡緬卡-第聶伯羅夫斯卡區在扎波羅熱州的位置

卡緬卡-第聶伯羅夫斯卡區（烏克蘭語：Кам'янсько-Дніпровський район），曾是烏克蘭東南部扎波羅熱州的一個區，行政中心設於卡緬卡-第聶伯羅夫斯卡，面積1,240平方公里，2013年人口41,253，人口密度每平方公里33.3人。
该区在2020年7月18日的乌克兰行政区划改革中被撤销，改革后扎波羅熱州下分为5个区，卡緬卡-第聶伯羅夫斯卡區合并至瓦西里夫卡區。